# Léon (Landes)
Pour les articles homonymes, voir Léon.
Léon est une commune du Sud-Ouest de la France, située dans le département des Landes (région Nouvelle-Aquitaine).

## Géographie

### Localisation
Léon est dans le Marensin, à 6 km de la côte Atlantique (côte d'Argent), avec sa préfecture Mont-de-Marsan à 65 km à l'est, Biarritz (Pyrénées-Atlantiques) à 50 km au sud et Bordeaux (Gironde) à 120 km au nord (distances à vol d'oiseau),.

### Communes limitrophes
Les communes limitrophes sont Azur, Castets, Magescq, Messanges, Moliets-et-Maa, Saint-Michel-Escalus, Soustons et Vielle-Saint-Girons.
|                | Vielle-Saint-Girons | Saint-Michel-Escalus |
| Moliets-et-Maa | Léon                | Castets              |
| Messanges      | Azur, Soustons      | Magescq              |

### Climat
Le climat qui caractérise la commune est qualifié, en 2010, de « climat océanique franc », selon la typologie des climats de la France qui compte alors huit grands types de climats en métropole. En 2020, la commune ressort du type « climat océanique » dans la classification établie par Météo-France, qui ne compte désormais, en première approche, que cinq grands types de climats en métropole. Ce type de climat se traduit par des températures douces et une pluviométrie relativement abondante (en liaison avec les perturbations venant de l'Atlantique), répartie tout au long de l'année avec un léger maximum d'octobre à février.
Les paramètres climatiques qui ont permis d’établir la typologie de 2010 comportent six variables pour les températures et huit pour les précipitations, dont les valeurs correspondent à la normale 1971-2000. Les sept principales variables caractérisant la commune sont présentées dans l'encadré ci-après.
| Paramètres climatiques communaux sur la période 1971-2000 - Moyenne annuelle de température : 13,5 °C - Nombre de jours avec une température inférieure à −5 °C : 1,1 j - Nombre de jours avec une température supérieure à 30 °C : 5,2 j - Amplitude thermique annuelle : 13,4 °C - Cumuls annuels de précipitation : 1 251 mm - Nombre de jours de précipitation en janvier : 12,8 j - Nombre de jours de précipitation en juillet : 7,9 j |

Avec le changement climatique, ces variables ont évolué. Une étude réalisée en 2014 par la Direction générale de l'Énergie et du Climat complétée par des études régionales prévoit en effet que la  température moyenne devrait croître et la pluviométrie moyenne baisser, avec toutefois de fortes variations régionales. La station météorologique de Météo-France installée sur la commune et mise en service en 1965 permet de connaître l'évolution des indicateurs météorologiques. Le tableau détaillé pour la période 1981-2010 est présenté ci-après.
| Mois                                  | jan.             | fév.             | mars             | avril           | mai             | juin           | jui.            | août           | sep.          | oct.            | nov.            | déc.          | année      |
| ------------------------------------- | ---------------- | ---------------- | ---------------- | --------------- | --------------- | -------------- | --------------- | -------------- | ------------- | --------------- | --------------- | ------------- | ---------- |
| Température minimale moyenne (°C)     | 2,7              | 2,6              | 4,4              | 6,5             | 10,1            | 13             | 15              | 14,9           | 12            | 9,8             | 5,6             | 3,5           | 8,4        |
| Température moyenne (°C)              | 7,1              | 7,7              | 10,1             | 11,9            | 15,6            | 18,4           | 20,6            | 20,7           | 18,2          | 15,1            | 10,3            | 7,7           | 13,6       |
| Température maximale moyenne (°C)     | 11,5             | 12,9             | 15,9             | 17,3            | 21,1            | 23,8           | 26,1            | 26,5           | 24,4          | 20,4            | 14,9            | 11,9          | 18,9       |
| Record de froid (°C) date du record   | −15,7 15.01.1985 | −10,2 11.02.1986 | −11,2 06.03.1971 | −5,5 04.04.1996 | −2,5 08.05.1974 | 1,1 01.06.1967 | 5,1 03.07.1972  | 2,4 17.08.1966 | 0 29.09.1987  | −4 29.10.1997   | −9 22.11.1998   | −12 25.12.01  | −15,7 1985 |
| Record de chaleur (°C) date du record | 21,5 27.01.1987  | 26 24.02.1990    | 29 21.03.1990    | 36 30.04.05     | 37 27.05.05     | 43 30.06.1968  | 40,2 08.07.1982 | 40,5 01.08.04  | 39,5 03.09.05 | 33,7 02.10.1985 | 25,5 08.11.1985 | 24 14.12.1989 | 43 1968    |
| Précipitations (mm)                   | 110,2            | 96,2             | 83,4             | 99,5            | 96,8            | 69,3           | 58,6            | 70,4           | 96,7          | 129,5           | 144,6           | 125,8         | 1 181      |

## Urbanisme

### Typologie
Au 1er janvier 2024, Léon est catégorisée bourg rural, selon la nouvelle grille communale de densité à sept niveaux définie par l'Insee en 2022.
Elle est située hors unité urbaine et hors attraction des villes,.

### Occupation des sols

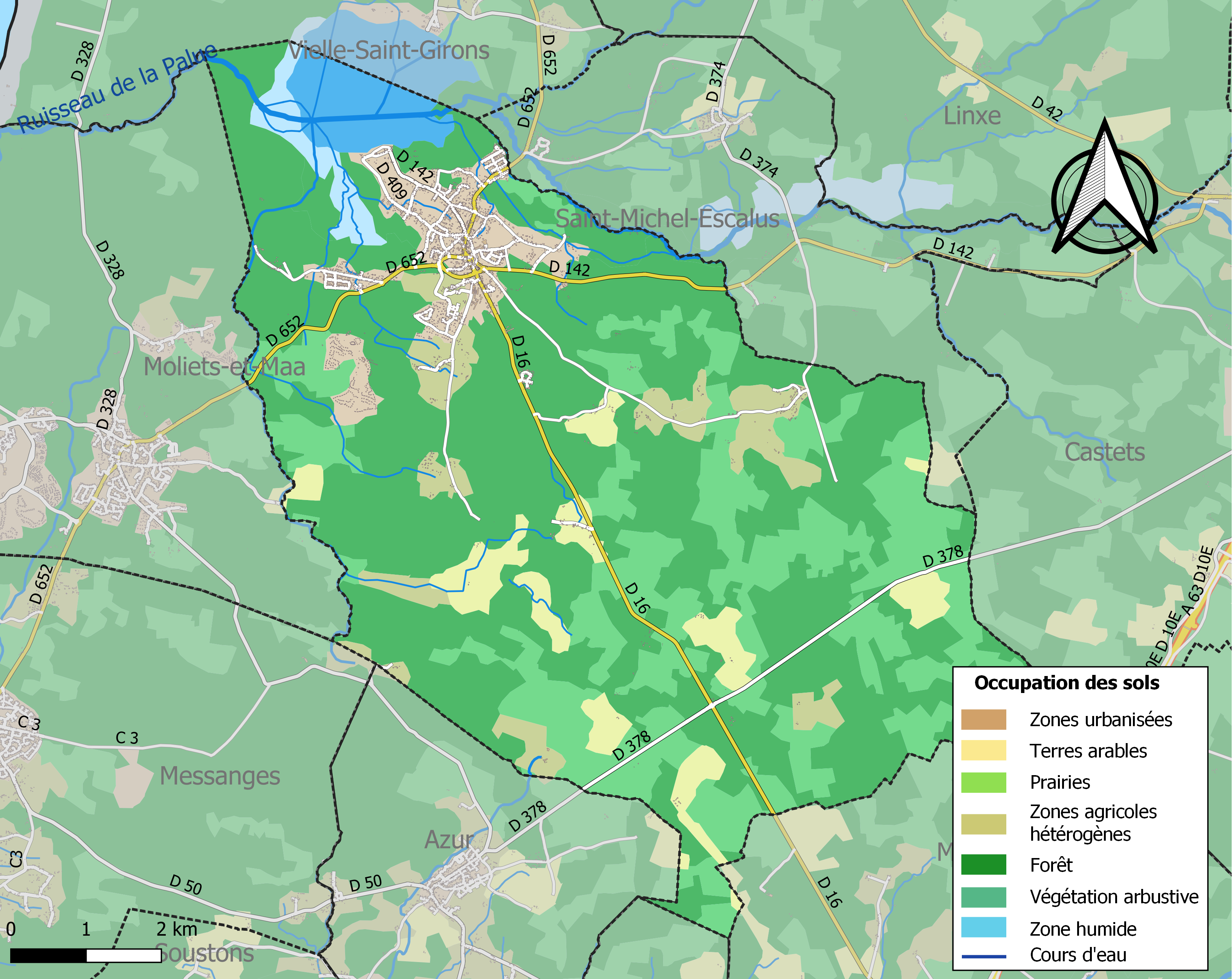
Carte des infrastructures et de l'occupation des sols de la commune en 2018 (CLC).

L'occupation des sols de la commune, telle qu'elle ressort de la base de données européenne d’occupation biophysique des sols Corine Land Cover (CLC), est marquée par l'importance des forêts et milieux semi-naturels (78,7 % en 2018), en diminution par rapport à 1990 (83 %). La répartition détaillée en 2018 est la suivante : forêts (55,3 %), milieux à végétation arbustive et/ou herbacée (23,4 %), zones urbanisées (5,7 %), zones agricoles hétérogènes (5,7 %), terres arables (5,4 %), eaux continentales (2,9 %), zones humides intérieures (1,6 %). L'évolution de l’occupation des sols de la commune et de ses infrastructures peut être observée sur les différentes représentations cartographiques du territoire : la carte de Cassini (XVIIIe siècle), la carte d'état-major (1820-1866) et les cartes ou photos aériennes de l'IGN pour la période actuelle (1950 à aujourd'hui).

### Voies de communication et transports
La route D 652 de Capbreton (39 km au sud par Soustons, Tosse, Seignosse et Soorts) à Mimizan (40 km au nord par route), traverse le village. La D 142 relie Léon à Castets (15 km à l'est) ; la D 16 relie Léon à Magescq (13 km au sud-est). L'autoroute A63 est accessible à Magescq

### Risques majeurs
Le territoire de la commune de Léon est vulnérable à différents aléas naturels : météorologiques (tempête, orage, neige, grand froid, canicule ou sécheresse), feux de forêts, mouvements de terrains et séisme (sismicité faible). Un site publié par le BRGM permet d'évaluer simplement et rapidement les risques d'un bien localisé soit par son adresse soit par le numéro de sa parcelle.
Léon est exposée au risque de feu de forêt. Depuis le 20 avril 2016, les départements de la Gironde, des Landes et de Lot-et-Garonne disposent d’un règlement interdépartemental de protection de la forêt contre les incendies. Ce règlement vise à mieux prévenir les incendies de forêt, à faciliter les interventions des services et à limiter les conséquences, que ce soit par le débroussaillement, la limitation de l’apport du feu ou la réglementation des activités en forêt. Il définit en particulier cinq niveaux de vigilance croissants auxquels sont associés différentes mesures,.
Les mouvements de terrains susceptibles de se produire sur la commune sont des tassements différentiels.

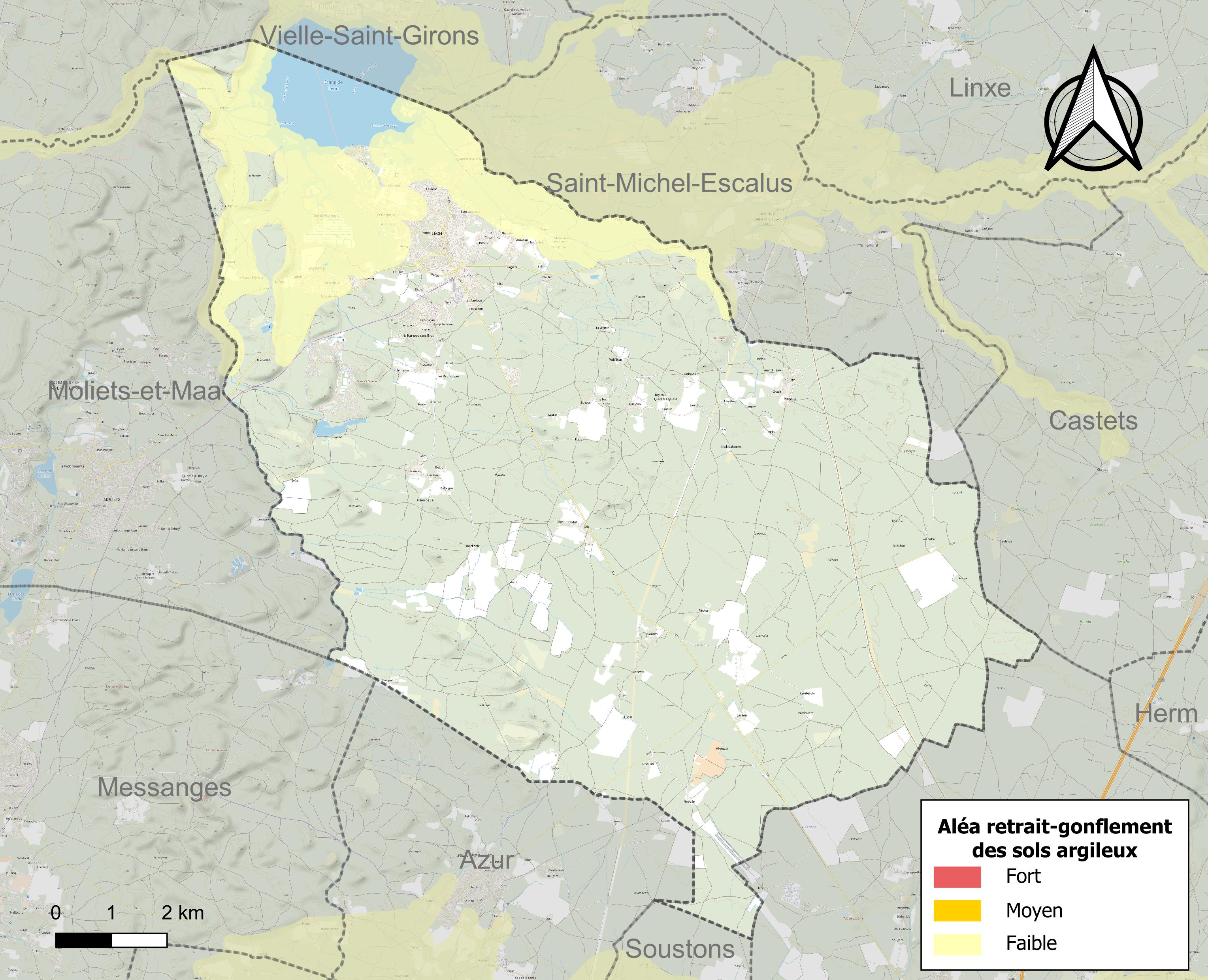
Carte des zones d'aléa retrait-gonflement des sols argileux de Léon.

Le retrait-gonflement des sols argileux est susceptible d'engendrer des dommages importants aux bâtiments en cas d’alternance de périodes de sécheresse et de pluie. Aucune partie du territoire de la commune n'est en aléa moyen ou fort (19,2 % au niveau départemental et 48,5 % au niveau national). Sur les 1 361 bâtiments dénombrés sur la commune en 2019,  aucun n'est en aléa moyen ou fort, à comparer aux 17 % au niveau départemental et 54 % au niveau national. Une cartographie de l'exposition du territoire national au retrait gonflement des sols argileux est disponible sur le site du BRGM,.
La commune a été reconnue en état de catastrophe naturelle au titre des dommages causés par les inondations et coulées de boue survenues en 1999, 2000 et 2009 et par des mouvements de terrain en 1999

## Politique et administration

### Liste des maires
| Période                                  | Période   | Identité                | Étiquette | Qualité                                             |
| ---------------------------------------- | --------- | ----------------------- | --------- | --------------------------------------------------- |
| avant 1995                               | ?         | Colette Lafourcade      | PS        |                                                     |
|                                          |           | Pierre Lataste[Quand ?] | PS        | Suppléant du député Henri Lavielle (1973-1978)      |
| mars 2001                                | mars 2014 | Gérard Subsol           | PS        | Conseiller général du canton de Castets (2004-2015) |
| mars 2014                                | En cours  | Jean Mora               | DVD       | Artisan                                             |
| Les données manquantes sont à compléter. |           |                         |           |                                                     |

### Jumelages
Vagos (Portugal) depuis 2000.

## Démographie
| 1793 | 1800 | 1806 | 1821  | 1831  | 1836  | 1841  | 1846  | 1851  |
| ---- | ---- | ---- | ----- | ----- | ----- | ----- | ----- | ----- |
| 970  | 883  | 931  | 1 061 | 1 410 | 1 325 | 1 402 | 1 382 | 1 505 |

| 1856  | 1861  | 1866  | 1872  | 1876  | 1881  | 1886  | 1891  | 1896  |
| ----- | ----- | ----- | ----- | ----- | ----- | ----- | ----- | ----- |
| 1 610 | 1 633 | 1 746 | 1 826 | 1 912 | 1 932 | 1 908 | 1 733 | 1 668 |

| 1901  | 1906  | 1911  | 1921  | 1926  | 1931  | 1936  | 1946  | 1954  |
| ----- | ----- | ----- | ----- | ----- | ----- | ----- | ----- | ----- |
| 1 578 | 1 601 | 1 591 | 1 502 | 1 490 | 1 361 | 1 312 | 1 193 | 1 170 |

| 1962  | 1968  | 1975  | 1982  | 1990  | 1999  | 2006  | 2007  | 2012  |
| ----- | ----- | ----- | ----- | ----- | ----- | ----- | ----- | ----- |
| 1 216 | 1 189 | 1 258 | 1 363 | 1 330 | 1 453 | 1 665 | 1 695 | 1 969 |

| 2017  | 2022  | - | - | - | - | - | - | - |
| ----- | ----- | - | - | - | - | - | - | - |
| 1 940 | 2 182 | - | - | - | - | - | - | - |

## Économie
Le Studio du Manoir.

## Patrimoine et culture locale

### Lieux et monuments
- Église Saint-Saturnin de Léon

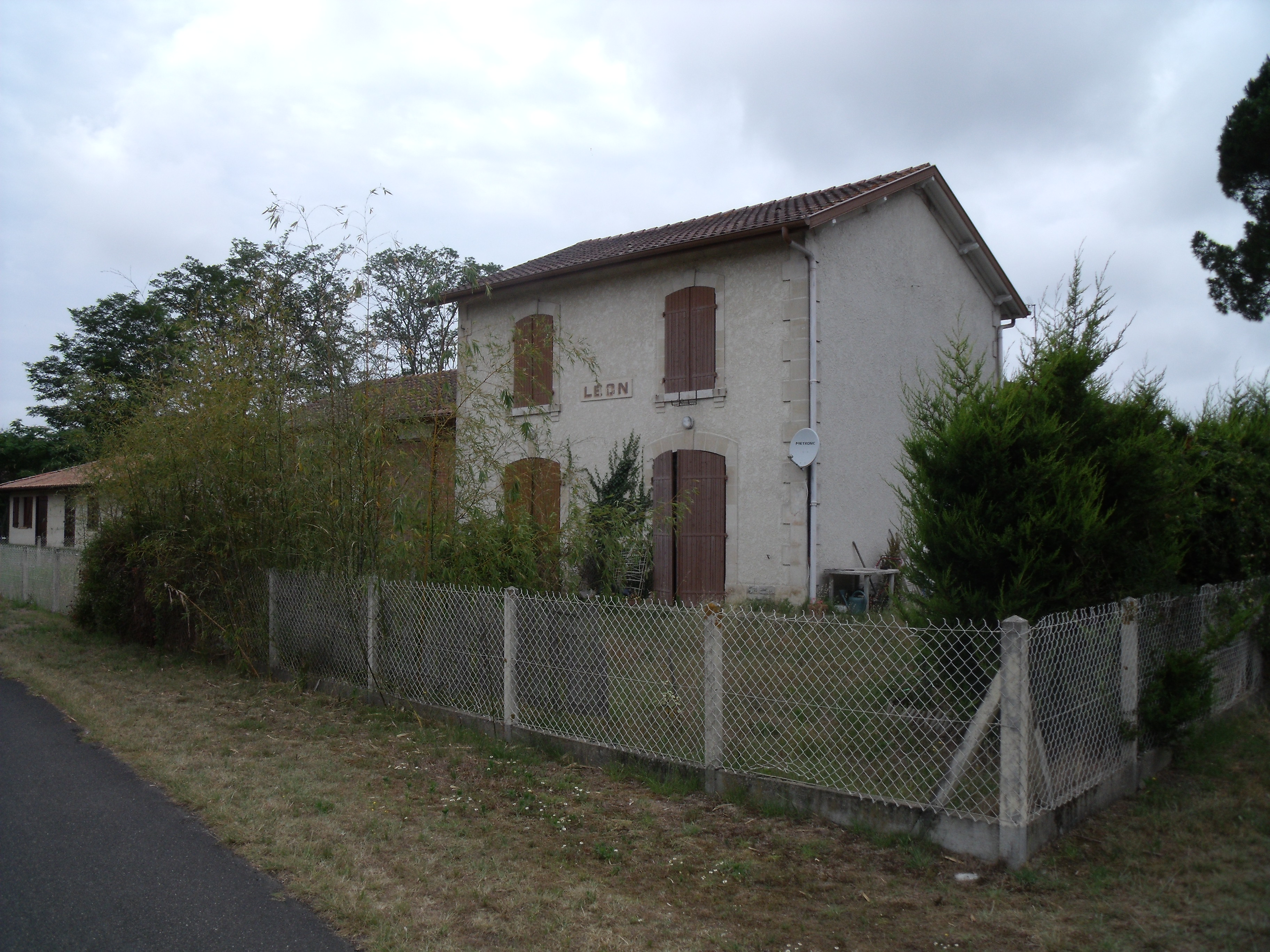
La gare de Léon, désaffectée.

- Réserve naturelle du Courant d'Huchet
- Étang de Léon

### Personnalités liées à la commune
- Loÿs Labèque (1869-1941), poète
- Gabriel Mouesca

### Héraldique
| Blason | Blasonnement : Parti : au 1er d'or au berger landais sur ses échasses, le tout au naturel, au 2e d'azur au voilier d'argent voguant sur une mer du même. |